# Enderleinellus extremus
Enderleinellus extremus – gatunek wszy należący do rodziny Enderleinellidae, pasożytujący na wiewiórkowatych powoduje chorobę wszawicę. Typowym żywicielem jest wiewiórka Sciurus socialis.
Silnie spłaszczona grzbietowo-brzusznie. Samica składa  jaja zwanych gniadmi, które są mocowane specjalnym "cementem" u nasady włosa. Rozwój osobniczy trwa po wykluciu się z jaja około 14 dni.
Występuje w Ameryce Środkowej.